# Hermani
Hermani é uma vila na Paróquia de Järva, no Condado de Järva, no centro da Estônia.
Foi estabelecida em 7 de setembro de 2015, foi estabelecida para destaca-la da vila de Käsukonna.